# Medaglia commemorativa d'imprese aeronautiche
La medaglia commemorativa d'imprese aeronautiche fu istituita dal Regno d'Italia nel 1927 per ricompensare atti ed imprese di singolare coraggio, perizia e filantropia compiuti a bordo di aeromobili in volo.
Erano previste tra classi di merito: oro, argento e bronzo, secondo la diversa importanza dell'atto compiuto.
La ricompensa fu soppressa quando fu istituita la medaglia al merito aeronautico nel 1966.

## Criteri di eleggibilità
Fu istituita per ricompensare il concorso particolarmente intelligente, ardito ed efficace prestato da chiunque facesse parte dell'equipaggio di un aeromobile durante una impresa aeronautica di segnalata importanza.
Nel 1939 allo scopo di consentirne la concessione ai reparti, agli enti ed ai comandi che avessero partecipato ad imprese aviatorie particolarmente difficili, la normativa fu modificata destinando la medaglia a ricompensare:
- il concorso particolarmente intelligente, ardito ed efficace prestato durante un'impresa aeronautica di segnalata importanza da chiunque facesse parte dell'equipaggio di un aeromobile ad essa impresa partecipante;
- i reparti non inferiori alle squadriglie, i comandi od enti che avessero partecipato collettivamente ad imprese aeronautiche di segnalata importanza od avessero intelligentemente ed efficacemente concorso alla realizzazione di imprese aeronautiche di segnalata importanza.

## Concessione
La medaglia commemorativa veniva concessa dal Ministro Segretario di Stato per l'Aeronautica che, all'atto del conferimento rilasciava un certificato indicante il nome del premiato, il fatto che aveva dato motivo al premio, la data e il luogo ove avvenne il fatto stesso.

## Insegne
Le medaglie d'oro, d'argento o di bronzo, hanno un diametro di 48 mm. e recano: 
da una partel'effigie del re fra due fasci littori e la dicitura "Vittorio Emanuele III";
dall'altrala dicitura "Ministero dell'aeronautica", il nome del premiato e, in succinto, il fatto che ha dato luogo alla concessione.